# Isabel May

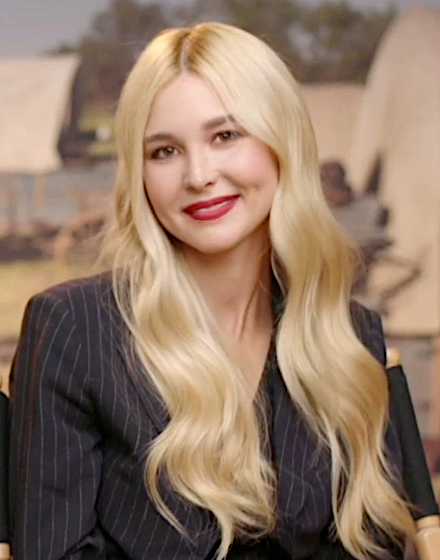
Isabel May, 2021

Isabel May (* 21. November 2000 in Santa Monica) ist eine US-amerikanische Schauspielerin. Sie spielte die Hauptrolle der Katie Cooper in der Netflix-Serie Alexa und Katie und hatte eine wiederkehrende Rolle als Veronica Duncan in der CBS-Serie Young Sheldon. Sie spielte die Hauptrolle der Zoe Hull im Film Run Hide Fight. Sie ist die Erzählerin und Hauptfigur der Paramount+-Serie 1883.

## Leben
Ihre Englischlehrerin in der sechsten Klasse schlug ihren Eltern vor, May solle ihrer Kreativität Ausdruck verleihen.  Nachdem sie drei Jahre lang vorgesprochen hatte, ohne eine Rolle zu bekommen, beschlossen May und ihre Eltern, ihre Schulbildung ab der zehnten Klasse online zu machen, damit sie sich auf die Schauspielerei konzentrieren konnte.  Sechs Monate später bekam sie die Rolle der Katie in Alexa & Katie, ohne schauspielerische Erfahrung und mit einer begrenzten Ausbildung. Es folgte eine Besetzung in der Serie Young Sheldon als Liaison von Sheldons Bruder Georgie. Sie spielte die Party-Moderatorin in dem Independent-Film Let's Scare Julie To Death, ein 90-minütiger Serienfilm aus dem Jahr 2018, in dem es darum geht, das zurückgezogen lebende Mädchen von nebenan auf einer Halloween-Party zu erschrecken. Run Hide Fight hatte seine Weltpremiere bei den Filmfestspielen von Venedig am 10. September 2020.
2021 spielte May in der Western-Miniserie 1883 von Taylor Sheridan die Hauptrolle der Elsa Dutton. Diese Rolle führt sie als Erzählerin auch in der Fernsehserie  1923 fort und ist auch in der letzten Folge von Yellowstone zu hören.

## Filmografie (Auswahl)
- 2018–2020: Alexa und Katie (Fernsehserie, 39 Folgen)
- 2018–2020: Young Sheldon (Fernsehserie, 9 Folgen)
- 2019: Lass uns Julie richtig erschrecken (Let's Scare Julie)
- 2020: Run Hide Fight
- 2021–2022: 1883 (Miniserie, 10 Folgen)
- 2022: Ich möchte dich zurück haben (I Want You Back)
- 2022: Der Mond & zurück (The Moon & Back)
- 2022–2025: 1923 (Fernsehserie, 13 Folgen)
- 2024: Masters of the Air (Miniserie, Folge 1x01)
- 2024: Yellowstone (Fernsehserie, Folge 5x14)